# Kasteel Heeze
Kasteel Heeze is een van de bewoonde kastelen van Nederland. Dit kasteel bevindt zich te Heeze, in de provincie Noord-Brabant. Het bestaat uit een middeleeuws deel, kasteel Eymerick, en het in 1665 door de bekende architect Pieter Post gebouwde deel.

## Geschiedenis

### Eymerick

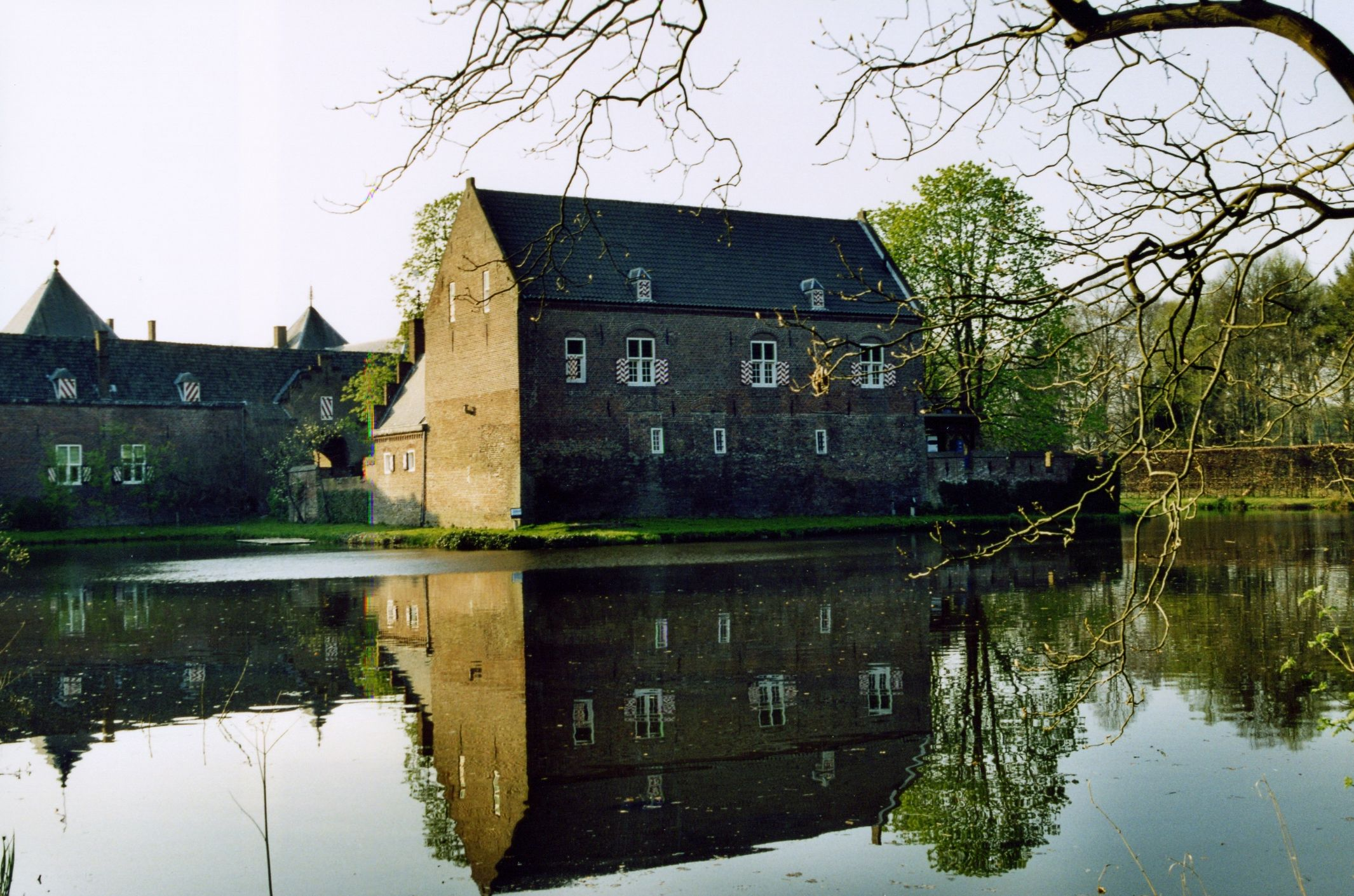
Eymerick

De naam Eymerick zou afkomstig zijn van 'Hemelrijk', dat rechtplaats of vierschaar betekent. Ook zou het van een eigennaam afgeleid kunnen zijn.
Reeds in 1172 wordt melding gemaakt van de heerlijkheid Heeze, in het bezit van de edelman Herbertus van Heeze ten tijde van Godfried III van Brabant. Pas in 1203 wordt voor het eerst in een oorkonde gesproken over het bestaan van een burcht in deze heerlijkheid. De hertog van Brabant en de graaf Otto I van Gelre verklaarden toen dat zij beide rechten hadden op "'t Huys te Heeze". Dit was de uitkomst van een gewapend conflict tussen beiden dat ermee eindigde dat Gelre afstand deed van zijn rechten op de Kempen, maar dat beiden rechten op de burcht konden doen gelden. In 1274 werd een heer, Reinaart van Heeze, vermoord. Gelre en Brabant sloten een verdrag omtrent de uitlevering van de moordenaar. Omstreeks 1285 kwam de heerlijkheid aan Willem I van Horne, heer van Horn en Altena. Hij bezat reeds de heerlijkheden Venloon (Loon op Zand) en Tilburg.
Willem II van Horne heeft meegedaan aan de kruistocht onder leiding van de Franse koning Lodewijk IX, de Slag bij Woeringen, en de Gulden Sporenslag. In 1304 sneuvelde hij bij de slag bij Zierikzee, tussen de Zeeuwen met hun bondgenoten en de Vlamingen. In 1318 werd er te Heeze een grote bijeenkomst van edelen gehouden, onder leiding van Gerard I van Horne, om een conflict te beslechten tussen het Graafschap Holland en het Hertogdom Brabant over het bezit van het Land van Heusden.
Gerards zoon Willem IV van Horne speelde een belangrijke politieke rol in zijn tijd. Hij werd opgevolgd door zijn zoon Gerard II van Horne, die sneuvelde in de Slag bij Stavoren tegen de Friezen, in 1345. Ook enkele van zijn opvolgers werden vermoord, of sneuvelden. Uiteindelijk werd Willem van Horne heer van Heeze. Deze werd onthoofd in 1580 wegens zijn aandeel in het verzet tegen de Spaanse overheersing. Het bezit werd geconfisqueerd door Filips II van Spanje, maar door hem geschonken aan Maria van Horne, de zuster van Willem. Deze was gehuwd met Filips van Egmont, de zoon van de onthoofde vader Lamoraal van Egmont, die koningsgetrouw was.
Uiteindelijk kwam de heerlijkheid in 1615 in het bezit van René van Renesse van Elderen, die een soort dubbelspion was en complotten smeedde, eerst om Holland de Spaanse Nederlanden binnen te laten vallen, later om de burgemeester van Luik, tegenstander van Spanje, via verraad, in 1637 te laten vermoorden. Hierop werd hij zelf door de Luikse bevolking gelyncht.

### Het huidige kasteel
Tot 1648 werd de heerlijkheid regelmatig opgedragen aan de hertog van Brabant, daarna aan de Staten Generaal der Verenigde Provinciën. Nadat Alexander van Renesse in 1658 zonder opvolging was overleden, werd de heerlijkheid in 1659 verkocht aan Albert Snouckaert van Schauburg, de eerste protestante heer van Heeze. Het oude kasteel Eymerick was toen zeer vervallen, zodat Snouckaert besloot een geheel nieuw en veel groter kasteel te laten bouwen op de plaats van het oude. Hij gaf daartoe opdracht aan een van de bekendste bouwmeesters uit die tijd, Pieter Post. De plannen zijn nooit verwezenlijkt: slechts het voorgebouw is gereedgekomen, en wel in 1665. De familie bleef in het bezit van de heerlijkheid tot 1733, toen het verkocht werd aan François Adam d'Holbach. In 1735 werden de bijgebouwen gebouwd. In 1750 werd de heerlijkheid en het kasteel geschonken aan Paul Henri Thiry d'Holbach, een raadsman van de Franse koning Lodewijk XV. Dit was een bekend materialistisch filosoof die voornamelijk in Frankrijk verbleef. Hij verrijkte het kasteel met fraaie gobelins. Hij verkocht de heerlijkheid in 1760 aan Jan Maximiliaan van Tuyll van Serooskerken. Na de opheffing van de feodaliteit op het einde van de 18e eeuw vervielen de heerlijke rechten van Heeze, Leende en Zesgehuchten in de loop van de jaren. Alleen de titel bleef bewaard. Bij keizerlijk decreet van 14 mei 1810 werden Heeze, Leende en Zesgehuchten zelfstandige gemeenten.
De familie Van Tuyll van Serooskerken is tot op heden op het kasteel blijven wonen. Velen van hen hebben belangrijke openbare functies bekleed, zo ook baron Sammy van Tuyll van Serooskerken.

## Het kasteelcomplex
Het huidige kasteel is een statig, aan drie zijden omgracht gebouw uit 1660-1665. Het is ontworpen door Pieter Post, en eigenlijk bedoeld als voorgebouw van het eigenlijke kasteel. Omstreeks 1800 werd het vertrek boven de poortingang tot een ovale muziekkamer verbouwd. Toen zijn ook de wapens van de families Van Tuyll van Serooskerken en van Van Westreenen aangebracht. Deze vervingen het familiewapen van Snoeckaert van Schauburg. Het complex omvat tevens diverse bijgebouwen uit 1735. Ook is er een merkwaardig duifhuis. Dit is een duiventoren die, buiten het kasteel, op het landgoed staat.
- Achter dit kasteel ligt een ouder gebouw, dat een overblijfsel is van het oude kasteel Eymerick, uit de 15e eeuw en deels uit de 16e, maar vermoedelijk op oudere resten gebaseerd. Dit is een rechthoekig, gedeeltelijk onderkelderd zaalgebouw. Dit kasteel is gerestaureerd in 1912. Oorspronkelijk zou hier het eigenlijke 17e-eeuwse kasteel worden gebouwd, maar dit is nimmer voltooid.

Hoewel het kasteel bewoond is, is het te bezichtigen. Het bevat een dertigtal kamers, waarvan een aantal fraaie stijlkamers. Genoemd kan worden een merkwaardige badkamer met een zeldzame badkuip, een gobelinzaal met 17e-eeuwse gobelins, waaronder enkele die taferelen uit het leven van Alexander de Grote voorstellen. Ook zijn er enkele fraaie schouwen te bewonderen.

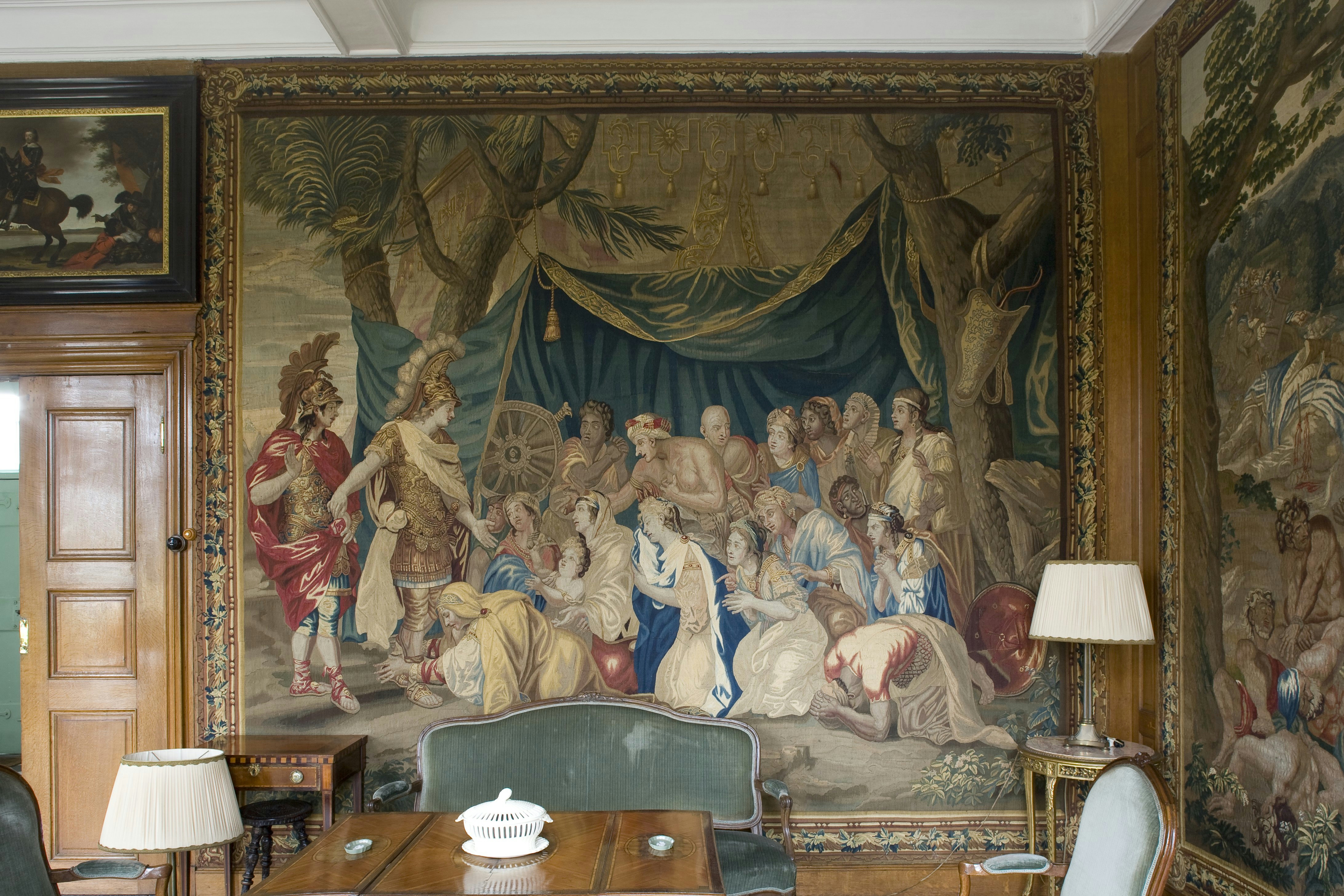
Een gobelin in de grote salon op de begane grond

Men loopt naar het kasteel via een prachtige oprijlaan, die door de beemden van de Groote Aa voert.
Het kasteel Eymerick is beschikbaar voor huwelijken en feesten, vergaderingen en bedrijfspresentaties. De uitgebreide bossen en heidevelden die vroeger tot het kasteel behoorden (Herbertusbossen, delen van de Strabrechtse Heide en de Groote Heide) zijn nu eigendom van Staatsbosbeheer en het Brabants Landschap.
In de laatste week van augustus wordt in Kasteel Heeze het cultuurfestival gehouden in het kader van de Brabantsedag.